# Народный артист Латвийской ССР
«Народный артист Латвийской ССР» (латыш. Latvijas PSR Tautas skatuves mākslinieks) — почётное звание в бывшей Латвийской ССР, установленное 20 февраля 1941 года. Присваивалось Президиумом Верховного Совета Латвийской ССР выдающимся деятелям искусства, особо отличившимся в деле развития театра, музыки и кино.
Присваивалось, как правило, не ранее чем через пять лет после присвоения почётного звания «заслуженный артист Латвийской ССР» или «заслуженный деятель искусств Латвийской ССР». Следующей степенью признания было присвоение звания «Народный артист СССР».
Впервые награждение состоялось в 1945 году — обладателем этого звания стал композитор и дирижёр Альфред Калныньш. Последним награждённым в 1990 году стал театральный актёр Вайронис Яканс.
С распадом Советского Союза в Латвии звание «Народный артист Латвийской ССР» было заменено званием «Народный артист Латвии», при этом за званием сохранились права и обязанности, предусмотренные законодательством бывших СССР и Латвийской ССР о наградах[прояснить].